# Kacykowate
Kacykowate (Icteridae) – rodzina ptaków z rzędu wróblowych (Passeriformes), obejmująca ponad sto gatunków. Występują wyłącznie w Nowym Świecie.

## Charakterystyka
Są małych lub średnich rozmiarów, często kolorowo ubarwione. Dominującym kolorem jest czerń, ale bardzo często towarzyszą jej partie upierzenia w kolorach żółtym, czerwonym lub pomarańczowym.
Ich cechą charakterystyczną są długie, mocne dzioby. Większość gatunków z tej rodziny podejmuje wędrówki. Gniazdują samotnie lub kolonijnie, przy czym ich gniazda są misternie plecionymi koszykami zwisającymi z gałęzi drzew, podobnie jak to ma miejsce u remizów i wikłaczy. Niektóre gatunki są pasożytami lęgowymi.

## Systematyka
Do rodziny zaliczane są następujące podrodziny:
- Xanthocephalinae – żółtogłowce – jedynym przedstawicielem jest Xanthocephalus xanthocephalus – żółtogłowiec
- Dolichonychinae – ryżojady – jedynym przedstawicielem jest Dolichonyx oryzivorus – ryżojad
- Sturnellinae – wojaki
- Amblycercinae – atłasokacyki – jedynym przedstawicielem jest Amblycercus holosericeus – atłasokacyk żółtodzioby
- Cacicinae – kacykowce
- Icterinae – kacyki
- Agelaiinae – epoletniki